# Middleton (Northamptonshire)
Pour les articles homonymes, voir Middleton.
Middleton est une paroisse civile et un village du Northamptonshire, en Angleterre.